# Aderpas pauper
Aderpas pauper là một loài bọ cánh cứng trong họ Cerambycidae.